# ユースホステル天香寺
ユースホステル天香寺（ユースホステルてんきょうじ）は、日本ユースホステル協会に加盟している富山県下新川郡朝日町にあるユースホステル。

## 概要
鎌倉時代に創建された曹洞宗の寺の、習字教室に使っていた部屋と本堂の和室7室を宿坊として開放、使用している。
1967年12月、当時の天香寺の住職が寺院のいくつかの小部屋を改造して開放し、ユースホステルとして使用開始したのが始まりである。

## アクセス
- あいの風とやま鉄道線泊駅から朝日町公共バス（土日運休）で愛本方面行15分柳田下車 徒歩5分